# 대왕전
대왕전(大王戰)은 대구매일신문이 주최하여 대한민국의 모든 프로기사들이 참가했던 바둑 기전이었다. 1998년 15기를 끝으로 폐지되었다. 그후 신문사가 주최하는 후속 여류기전인 여류명인전이 명맥을 이어가고 있다.

## 역대 우승자
| 회수 | 연도 | 우승   | 전적  | 준우승 |
| ---- | ---- | ------ | ----- | ------ |
| 1    | 1984 | 조훈현 | 3 - 1 | 서능욱 |
| 2    | 1985 | 조훈현 | 3 - 0 | 서능욱 |
| 3    | 1986 | 조훈현 | 3 - 0 | 서능욱 |
| 4    | 1987 | 조훈현 | 3 - 1 | 서능욱 |
| 5    | 1988 | 조훈현 | 3 - 0 | 서봉수 |
| 6    | 1988 | 유창혁 | 3 - 1 | 조훈현 |
| 7    | 1990 | 조훈현 | 3 - 0 | 유창혁 |
| 8    | 1991 | 이창호 | 3 - 1 | 조훈현 |
| 9    | 1992 | 이창호 | 3 - 0 | 유창혁 |
| 10   | 1993 | 이창호 | 3 - 1 | 서봉수 |
| 11   | 1994 | 조훈현 | 3 - 0 | 이창호 |
| 12   | 1995 | 이창호 | 3 - 1 | 조훈현 |
| 13   | 1996 | 이창호 | 3 - 0 | 조훈현 |
| 14   | 1997 | 이창호 | 3 - 0 | 이성재 |
| 15   | 1998 | 이창호 | 3 - 1 | 조훈현 |